# Maxime Kovalevski
Pour les articles homonymes, voir Kovalevski.
Pour le compositeur, voir Maxime Kovalevsky.
Maxime Kovalevski (en russe : Максим Максимович Ковалевский, Maksim Maksimovitch Kovalevski), né le 27 août 1851 (8 septembre dans le calendrier grégorien) dans le gouvernement de Kharkov, Empire russe, et mort le 23 mars 1916 (5 avril dans le calendrier grégorien) à Saint-Pétersbourg (Pétrograd au moment de sa mort), est un juriste, historien du droit et sociologue russe.

## Biographie
Il appartient à une famille noble de Kharkov et disposera toute sa vie de moyens financiers suffisants qui lui permettent de voyager dans une grande partie de l’Europe.
Il est étudiant en droit à l’Université  de Kharkov. Un de ses professeurs, Dmitri Ivanovitch Katchenovski (1827-1872), célèbre juriste russe, connu pour avoir été l'un des premiers avocats internationaux à réclamer la codification du droit international, exerce une forte influence sur lui. Il poursuit ensuite ses études à Berlin, Paris et Londres.
Il parle et écrit  le français, l'anglais, l'allemand, l'italien, l'espagnol et le suédois, et peut grâce à cela  collaborer directement à de nombreuses publications savantes étrangères et, comme invité, de faire des cours et des conférences aux universités d'Oxford, de Paris, de Stockholm. Il publie son Tableau des origines et de l'évolution de la famille et de la propriété, en langue française, avant d'être traduit en russe (Saint-Pétersbourg 1895). 
Il est professeur de droit public et d'histoire comparée du droit à l'Université de Moscou en 1880, il dirigea en même temps la Revue critique et mène plusieurs enquêtes au Caucase afin d'y étudier le droit coutumier.
Ses idées libérales étant mal vues du gouvernement il est, en 1886, expulsé de l'université ; il s'installa en Europe occidentale (Paris, Londres, Stockholm).
Après la révolution de 1905, Kovalevski retourne dans son pays. Il est élu député à la première Douma et, en 1907, entre au Conseil d'État. Tout en poursuivant son activité universitaire, il édite le journal Strana (« le Pays ») et, en 1909, le Vestnik Evropy (« le Messager de l'Europe »). Il est vice-président (1895) puis président (1907) de l' Institut international de sociologie. Il a également été titulaire d'une chaire de sociologie à l'Institut psycho-neurologique et fut recteur des Cours supérieurs Peter Lesgaft (ru) en 1910-1912. Kovalevski a été élu à l'Académie des sciences de Russie en 1914.
Maxime Kovalevski est un franc maçon actif. Lorsqu'il est à Paris, il organise une loge russe, annexe du Grand-Orient français. Cette loge comprenait des membres très divers : des socialistes-révolutionnaires (Kérenski), des cadets de gauche  et de droite, des marchands ou aristocrates ( Mikhaïl Téréchtchenko, le comte Orlov-Davydov) et même des membres du comité central des social-démocrates (Halpérine).

## Rencontres avec Karl Marx
À Londres, M. Kovalevski est un proche de Karl Marx, bien qu’il ne partage pas ses idées. Le récit qu’il fait de ses rencontres et échanges est riche d’informations tant sur la personnalité de Karl Marx et sur sa vie familiale et amicale que sur ses idées et son travail intellectuel : « Je me souviens encore du numéro de son domicile : le 41. Marx occupait toute la maison. Au rez-de-chaussée se trouvaient sa bibliothèque et le salon. C'est là, ordinairement, qu'il recevait ses amis. À cette époque, ses deux filles aînées étaient déjà mariées. L'une avait épousé le communard Longuet, l'autre un écrivain aujourd'hui célèbre, Paul Lafargue ; la plus jeune, Éleanor, qu'on appelait Tussy à la maison, se passionnait alors pour le théâtre, surtout pour Irving dans Shakespeare, et envisageait de se consacrer à la scène. Mais c'est surtout l'été suivant, aux eaux de Carlsbad, que je me rapprochai de Marx. Nous nous promenions presque chaque jour en montagne, et nous nous entendions si bien 
que  Marx me rangea parmi ses « amis scientifiques » (scientific friends). Il travaillait alors au second tome de son traité le capital, dans lequel il comptait réserver une place assez importante au mode d'accumulation du capital dans deux pays relativement nouveaux l'Amérique et la Russie... »

## Idées
Kovalevski est un évolutionniste social et se dit lui-même disciple d'Auguste Comte. Il définit la sociologie comme "la science traitant de l'organisation et de l'évolution des sociétés". Il croit au progrès comme l'une des lois inexorables de l'histoire ; pour lui le progrès est "l'expansion constante de l'environnement de la coexistence pacifique de l'unité tribale à travers le patriotisme jusqu'au cosmopolitanisme ". Kovalevski défend  la théorie suivant laquelle il existe des lois pour le développement des sociétés, de l'État et du droit. Il jette les bases d'une école historique comparée, qui s'est développée en Russie dans le cadre du positivisme sociologique. À partir de l'idée qu'il faut envisager la société comme un tout, il  prône une étude parallèle de l'évolution sociale des différents peuples, aussi bien dans le passé que dans le présent.
En 1901, à Paris, avec le philosophe positiviste Eugène de Roberty, il crée une École supérieure de sciences sociales où enseignent des professeurs russes en exil, libéraux et socialistes. Lénine y présenta en février 1903 ses « Vues marxistes sur la question agraire en Europe et en Russie ».

## Publications
Coutume contemporaine et loi ancienne, droit coutumier ossétien, éclairé par l'histoire comparée, Paris 1893, L. Larose, 520 p.  (consultable sur Gallica ark:/12148/bpt6k1182498b)  
La Crise russe, notes et impressions d'un témoin, Paris, 1906,  V. Giard et E. Brière , 304 p. (consultable sur Gallica  ark:/12148/bpt6k372113m)
La fin d'une aristocratie, (Traducteur : Kazimierz Kelles-Krauz) 1901, Turin, Bocca frères, 351 p
(consultable sur Gallica ark:/12148/bpt6k9315626) 
La France économique et sociale à la veille de la Révolution, Paris 1909-1911, V. Giard et E. Brière, t. 1 les campagnes, 395 p. t.2 les villes 322 p.  (consultable sur Gallica ark:/12148/bpt6k209937b)
Institutions politiques de la Russie, naissance et développement de ces institutions des commencements de l'histoire de Russie jusqu'à nos jours, Paris, 1903,  V. Giard et E. Brière, 370 p. 
Tableau des origines et de l'évolution de la famille et de la propriété Stockholm, 1890, Samson et Wallin , 1890 , 202 p. (consultable sur Gallica  ark:/12148/bpt6k82150x)
Essais sur l'histoire de la juridiction des impôts en France depuis le XIVe siècle jusqu'à la mort de Louis XIV, 1876, Moscou,, Impr. Mamontoff , 137 p.
Le passage historique de la propriété collective à la propriété individuelle, Extrait du T. II des "Annales de l'Institut international de sociologie" Paris, 1896, V. Giard et E. Brière , 56 p.
Le problème du droit comparé, ses méthodes et son rapport avec la sociologie  in Annales de l'Institut international de sociologie publiées sous la direction de René Worms, éditeur  V. Giard et E. Brière, 1899 p. 117-156